# 実円寺
実円寺（じつえんじ）は静岡県富士市三ツ沢にある日蓮宗の寺院。山号は真如山。旧本山は岩本実相寺、達師法縁(繁珠会)。

## 歴史
永享4年（1432年）法義院日昌（霊跡本山岩本山実相寺6世律師）が滝川橋付近に創建した。天台寺院円妙坊を日蓮宗に改宗したものと推測されている。元禄4年（1691年）日達（12世）の代に焼失し現在の実円寺西古墳付近に移転再建された。その後日観（中興27世、のちの日啓）の代に東谷の現在地付近に移転した。安政元年11月4日（1854年12月23日）の安政東海地震による本堂の倒壊や明治時代初期の神仏分離などの影響で一時荒廃したが再興された。現在の本堂は昭和47年（1972年）日遠（47世）の代に再建されたもの。

## 境内
- 本堂

## 歴代
- 法義院日昌